# Championnat d'Ouganda de football 2008-2009
Navigation
Édition précédente Édition suivante
La saison 2008-2009 du Championnat d'Ouganda de football est la quarantième édition du championnat de première division ougandais. Les équipes engagées sont regroupées au sein d'une poule unique où elles affrontent deux fois leurs adversaires, à domicile et à l'extérieur. En fin de saison, les cinq derniers du classement sont relégués et remplacés par les cinq champions régionaux de deuxième division.
C'est le club de Uganda Revenue Authority qui remporte la compétition cette saison après avoir terminé en tête du classement, à égalité de points mais avec une meilleure différence de buts que le tenant du titre, Kampala City Council. C'est le troisième titre de champion d'Ouganda de l'histoire du club en seulement quatre saisons. En bas de classement, pour la première fois dans l'histoire du championnat, les cinq clubs promus en début de saison terminent aux cinq dernières places et doivent donc redescendre en deuxième division.

## Participants
- Kakira FC - Promu de D2
- Villa SC
- Kampala City Council
- Simba FC
- Express FC
- Uganda Police FC
- Maji FC
- Kinyara Sugar Works FC
- Sharing FC - Promu de D2
- Youfra FC - Promu de D2
- Boroboro Holy Hill FC
- Bunamwaya SC
- Bugerere FC - Promu de D2
- Victors FC
- Uganda Revenue Authority
- Mbarara United - Promu de D2
- Iganga Town Council
- Nalubaale FC

## Compétition

### Classement
Le classement est établi sur le barème de points classique : victoire à 3 points, match nul à 1, défaite à 0.
| Rang | Équipe                   | Pts | J  | G  | N  | P  | Bp | Bc | Diff |
| ---- | ------------------------ | --- | -- | -- | -- | -- | -- | -- | ---- |
| 1    | Uganda Revenue Authority | 78  | 34 | 24 | 6  | 4  | 60 | 16 | +44  |
| 2    | Kampala City CouncilT    | 78  | 34 | 24 | 6  | 4  | 60 | 21 | +39  |
| 3    | Villa SCC                | 72  | 34 | 21 | 9  | 4  | 57 | 22 | +35  |
| 4    | Bunamwaya SC             | 63  | 34 | 19 | 6  | 9  | 60 | 29 | +31  |
| 5    | Simba FC                 | 62  | 34 | 17 | 11 | 6  | 35 | 21 | +14  |
| 6    | Uganda Police FC         | 60  | 34 | 18 | 6  | 10 | 58 | 25 | +33  |
| 7    | Nalubaale FC             | 59  | 34 | 17 | 8  | 9  | 46 | 31 | +15  |
| 8    | Express FC               | 53  | 34 | 14 | 11 | 9  | 28 | 24 | +4   |
| 9    | Maji FC                  | 47  | 34 | 14 | 5  | 15 | 36 | 36 | 0    |
| 10   | Victors FC               | 44  | 34 | 11 | 11 | 12 | 31 | 30 | +1   |
| 11   | Kinyara Sugar Works FC   | 38  | 34 | 10 | 8  | 16 | 32 | 41 | -9   |
| 12   | Boroboro Holy Hill FC    | 38  | 34 | 9  | 11 | 14 | 22 | 37 | -15  |
| 13   | Iganga Town Council      | 37  | 34 | 9  | 10 | 15 | 29 | 39 | -10  |
| 14   | Mbarara UnitedP          | 35  | 34 | 7  | 14 | 13 | 22 | 30 | -8   |
| 15   | Bugerere FCP             | 23  | 34 | 5  | 8  | 21 | 18 | 60 | -42  |
| 16   | Youfra FCP               | 19  | 34 | 3  | 10 | 21 | 14 | 47 | -33  |
| 17   | Sharing FCP              | 17  | 34 | 3  | 8  | 23 | 19 | 78 | -59  |
| 18   | Kakira FCP               | 16  | 34 | 2  | 10 | 22 | 18 | 58 | -40  |

|  | Qualification pour la Ligue des champions de la CAF 2010 et la Coupe Kagame inter-club 2010 |
|  | Qualification pour la Coupe de la confédération 2010                                        |
|  | Relégation en deuxième division                                                             |
|  | T : Tenant du titre C : Vainqueur de la Coupe d'Ouganda P : Promu de deuxième division      |

## Bilan de la saison
| Championnat d'Ouganda de football 2008-2009                        |                                                                      |
| Champion                                                           | Uganda Revenue Authority (3e titre)                                  |
| Coupes et trophées                                                 |                                                                      |
| Vainqueur de la Coupe d'Ouganda 2008-2009                          | Villa SC                                                             |
| Qualifications continentales                                       |                                                                      |
| Ligue des champions de la CAF 2010                                 | Uganda Revenue Authority                                             |
| Coupe de la confédération 2010                                     | Villa SC                                                             |
| Coupe Kagame inter-club 2010                                       | Uganda Revenue Authority                                             |
| Promotions et relégations                                          |                                                                      |
| Promus en Championnat d'Ouganda de football                        | Arua Central FC Hoima FC CRO FC Fire Masters FC Masaka Local Council |
| Relégués en Championnat d'Ouganda de football de deuxième division | Kakira FC Sharing FC Youfra FC Bugerere FC Mbarara United            |